# Dlhá voda
Dlhá voda je potok na horní Oravě, v severní části okresu Námestovo. Jde o pravostranný přítok Polhoranky a měří 8,8 km a je tokem V. řádu.

## Pramen
Pramení v Oravských Beskydech, v podcelku Pilsko, na východním svahu vrchu Pilsko (1556,9 m n. m.) v nadmořské výšce přibližně 1420 m.

## Popis toku
Nejprve teče východním směrem, přibírá krátký levostranný (1 267,3 m n. m.), také pravostranný přítok z východních svahů Pilska a následně další pravostranný přítok (1 000,3 m n. m.) z oblasti Suchého potoka. Pak se stáčí přechodně na jihovýchod, zprava přibírá krátký přítok z lokality Ingery, stáčí se na východ a vstupuje do Podbeskydské brázdy. Zde nejprve přibírá krátký přítok z jihovýchodního svahu Koně (998,3 m n. m.) a u osady Vyšný Mlyn se rozvětvuje na dvě ramena, přičemž vedlejší pravostranné se stáčí na jih a ústí do sousedního Suchého potoka. Zprava následně přibírá zmíněný Suchý potok a dále pokračuje na sever. Koryto se výrazněji vlní, zprava přibírá několik přítoků ze svahů Sihelnianského hrádku (993,4 m n. m.) a zleva tři přítoky z oblasti Plšetnice. Následně na dolním toku přibírá zleva Ľudmovku, značně rozšiřuje koryto a stáčí se na východ. Přibírá ještě pravostranný přítok ze severního svahu Sihelnianského hrádku, levostranný Klobásovský potok a u obce Oravská Polhora se v nadmořské výšce cca 699 m n. m. vlévá do Polhoranky.

## Jiné názvy
- Plšetnica
- Plšetnický potok
- Dudův potok